# Surinaamse parlementsverkiezingen 2020/Kandidatenlijst/NPS
Dit is de lijst van kandidaten voor de Surinaamse parlementsverkiezingen in 2020 van de NPS. De verkiezingen vonden plaats op 25 mei 2020. De landelijke partijleider is Gregory Rusland.
De onderstaande deelnemers kandideren op grond van het districten-evenredigheidsstelsel voor een zetel in De Nationale Assemblée. Elk district heeft een eigen lijsttrekker. Los van deze lijst vinden tegelijkertijd de verkiezingen van de ressortraden plaats. Daarvoor geldt het personenmeerderheidsstelsel. De kandidaten voor de ressortraden staan hieronder niet genoemd.
| District   | 2015   | 2020   |
| ---------- | ------ | ------ |
| Paramaribo | 11.455 | 21.654 |
| Para       | 1.066  | 1.870  |
| Saramacca  | 847    | 703    |
| Wanica     | 820    | 4.592  |
| Nickerie   | 731    | 775    |
| Sipaliwini | 330    | 900    |
| Commewijne | 324    | 1.043  |
| Coronie    | 234    | 389    |
| Marowijne  | 153    | 111    |
| Brokopondo | 89     | 357    |

## 2015
Hieronder volgen de kandidatenlijsten op alfabetische volgorde per district met het aantal behaalde stemmen per kandidaat.

### Brokopondo: 89
3. Eline Mawie: 89

### Commewijne: 324
3. Marlon Eduard Derrick Budike: 324

### Coronie: 234
1. Kenneth Desiré Bruining: 234

### Marowijne: 153
3. Kenneth Eric Pallees: 153

### Nickerie: 731
5. Soedeshchand Jairam: 731

### Para: 1.066
1. Richard Rinaldo Slijters: 1.066

### Paramaribo: 11.455
1. Gregory Allan Rusland: 4.506 gekozen
5. Patricia Nancy Etnel: 486 gekozen
6. Arthur Harry Souw Joe Tjin-A-Tsoi: 853
10. Ruth Elizabeth Francina Coutinho: 156
11. Johnny van Coblijn: 443
17. Wayne Keith Telgt: 5.011

### Saramacca: 847
3. Prim Koemar Sardjoe: 847

### Sipaliwini: 330
3. Leendert Abauna: 330

### Wanica: 820
6. Daniëlle Ireen Thea van Windt: 820

## 2020
Hieronder volgen de kandidatenlijsten op alfabetische volgorde per district.

### Brokopondo- 357
1. Stanley Orlando Fedies - 157
2. Liliën Nora Amania - 119
3. Aloysius Vento Aside - 81

### Commewijne- 1.043
1. Marlon Eduard Derrick Budike - 745
2. Jimmy Sahai - 80
3. Anneke Warini Troenodjojoto - 185
4. Bisoendath Jakhari - 33

### Coronie- 389
1. Maikel Stephen Winter - 231
2. Edo Harold Cruden - 158

### Marowijne- 111
1. David Mikoi Koina - 56
2. Eline Rosita Kasanmonadi - 51
3. Raino Pintoe - 4

### Nickerie- 775
1. Michel Glenn Dors - 318
2. Rajen Prewien Bishar - 81
3. Farida Millien Sabajo-King - 146
4. Radjindrapersaud Churamon - 56
5. Usia Zenovia Emanuelson - 174

### Para- 1.870
1. Richard Rinaldo Slijters - 986
2. Sheila Jeanette Inge - 468
3. Paimin Ngadimin - 416

### Paramaribo- 21.654
1. Gregory Allan Rusland - 8.161
2. Patricia Nancy Etnel - 6.583
3. Ivanildo Kenrik Plein - 293
4. Jerrel Clifton Pawiroredjo - 1.281
5. Gracia Dorothy Ormskirk - 118
6. Monique Riatiek Sowidjojo - 270
7. Mohamed Irshaad Fatehmahomed - 95
8. Rachèle Bregitta Reonda Giddings - 222
9. Shanti Adensi Venetiaan 3.764
10. Gilbert Frank van Dijk - 92
11. Sankar Ramotar - 33
12. Sergio Gregory Lagadeau - 134
13. Silenta Martha Celeste Petra Neslo - 111
14. Mohamedsharief Hasnoe - 45
15. Walther Gerwien Smith - 36
16. Yerry Navien Khoesial - 46
17. Arthur Harry Souw Joe Tjin-A-Tsoi - 370

### Saramacca- 703
1. Tineswar Gangaram-Panday - 375
2. Johnny Ngatmin Troenosemito - 208
3. Lydia Mathilda Regenia Rodgers - 120

### Sipaliwini- 900
1. Eddy Pansa - 573
2. Robinson Arron Harry Bergstroom - 134
3. Ricardo Romeo Mac-Intosh - 102
4. Michel Bimboe - 91

### Wanica- 4.592
1. Michel Felisi - 2.509
2. Dayanand Dwarka - 273
3. Soraya Mara Vanessa Leysner - 642
4. Nasima Djorai - 250
5. Joan Hellen Diane Vliese - 187
6. Selvin Aloysius Bisschop - 225
7. Sjachnaz Astria Pengel - 506

Kandidaten per partij: A20 · 
ABOP · 
BEP · 
DA'91 · 
DNW · 
DOE · 
HVB · 
NDP · 
NPS · 
PALU · 
PL · 
PRO/APS · 
SDU · 
SPA · 
STREI! · 
VHP · 
VVD
Kandidaten per district: Brokopondo · 
Commewijne · 
Coronie · 
Marowijne · 
Nickerie · 
Para · 
Paramaribo · 
Saramacca · 
Sipaliwini · 
Wanica